# Antin
Antin  là một xã thuộc tỉnh Hautes-Pyrénées trong vùng Midi-Pyrénées tây nam nước Pháp. Khu vực này có độ cao trung bình 330 mét trên mực nước biển. Khu vực này đã từng thuộc Nhà Pardaillan de Gondrin, gia đình mà Madame de Montespan kết hôn.